# Omejitev (jezikoslovje)
Omejitve (angleško constraints) so del evalvatorja v slovničnem modelu optimalnostne teorije. Določeno omejitev lahko neki kandidat krši (enkrat, večkrat) ali ne, kar pa je lahko usodna kršitev ali pa ne (glede na druge kandidate).
Omejitve so v optimalnostni teoriji dveh vrst: zvestobnostne (faithfulness constraints) ali zaznamovanostne (markedness constraints). Prve vrednotijo vnos (input) in rezultat (output) hkrati, druge pa samo rezultat. Omejitve so univerzalne, jeziki pa se razlikujejo glede na to, kako jih rangirajo. Tako npr. havajščina ne dopušča zaprtih zlogov, kar pomeni, da je omejitev BrezKode rangirana visoko, vsekakor pa nad ustrezno zvestobnostno omejitvijo, slovenščina pa jih dopušča, zato velja obratno. 
Zvestobnostne omejitve so več vrst: npr. odvisnostne (Dep), ki prepovedujejo epentezo, maksimalnostne (Max), ki prepovodejujejo izpad segmentov, in enakostne (Ident), ki prepovedujejo spremembo segmentov (oz. določene lastnosti). Posebna vrsta zaznamovanostnih omejitev so poravnalne (Align), ki določajo poravnavo dveh slovničnih enot (npr. besede in morfema ali besede in naglasa).